# Тлателолько
Тлатело́лько, на языки науатль: Tlatelōlco, tɬa.te.'loːl.ko, иногда именовался также Шальтелолько, Xaltelolco — доколумбов город-государство (альтепетль) в долине Мехико. Его обитатели были известны под названием «тлателолька». Они входили в группу народов, говоривших на языке науатль, вторгнувшихся в центральную Мексику в 13 веке. Они поселились на острове озера Тескоко, где основали свой город в северной части острова. Другая группа, теночка, основала свой город Теночтитлан в южной части. Теночтитлан был тесно связан с Тлателолько, поскольку в последнем существовал крупный рынок — центр торговли в регионе.
В настоящее время археологический памятник поглощён территорией мегаполиса Мехико. Ведутся раскопки. Центром является современная Площадь Трёх культур, окружённая с трёх сторон раскопками ацтекских древностей, церковью Сантьяго XVII века и современным офисным комплексом Министерства иностранных дел Мексики. В феврале 2009 г. обнаружено массовое захоронение, в котором найдено 49 человеческих останков. Все тела были похоронены согласно традициям ацтекских захоронений.

## История
В 1337 г., через 13 лет после основания Теночтитлана, тлателольки объявили независимость от теночков и избрали своего первого правителя (тлатоани). При правлении Куакуаупицауака (1376–1417) были сооружены первые две ступени Главной пирамиды Тлателолько. В годы правления Тлакатеотля Тлателолько был союзником Теночков в войне против тепанеков, а вскоре после этого вспыхнул кратковременный конфликт между Тлателолько и теночками. В этот же период была сооружена третья ступень Главной пирамиды.
В годы правления Куаутлатоа (1427–1467) Тлателолько завоевал город-государство Ауилисапан (ныне Орисаба в штате Веракрус) и вёл войну против чалько на стороне теночков. Четвёртая и пятая ступени Главной пирамиды были сооружены в этот же период. Правитель Мокиуиш (Moquihuix) соорудил шестую ступень храма, однако в 1473 г. его разгромил правитель теночков Ашаякатль, и город Тлателолько был покорён Теночтитланом. Правитель Ицкуауцин правил в Тлателолько в период, когда город был полностью подчинён Теночтитлану.
После покорения ацтеков конкистадорами в 1521 г. Тлателолько стал муниципалитетом Новой Испании и был переименован в Сантьяго-Тлателолько. Город оставался важным центром, поскольку в нём был основан университет – Коллегиум Св. Креста, первое высшее учебное заведение в Америке. В настоящее время развалины города находятся в пределах мегаполиса Мехико.

## Правители (тлатоани) Тлателолько
- Куакуаупицауак (1403—1418)
- Тлакатеотль (1418—1426)
- Куаутлатоа (1428—1460)
- Мокуиуиштли (1460—1473)
- Ицкуауцин (1475—1520)